# جيمس ستيفنز
جيمس ستيفنز (بالإنجليزية: James Stevens)‏ (10 أكتوبر 1992 في المملكة المتحدة - ) هو لاعب كرة قدم بريطاني في مركز الوسط. شارك مع منتخب أيرلندا الشمالية تحت 19 سنة لكرة القدم. أما مع النوادي، فقد لعب مع نادي ساوثيند يونايتد وباورز آند بيتسي وGreat Wakering Rovers F.C. ‏ وWitham Town F.C. ‏ وغرايز أتلاتيك ‏.

## وصلات خارجية
- جيمس ستيفنز على موقع قاعدة بيانات كرة القدم.إي يو (الإنجليزية)
- جيمس ستيفنز على موقع Soccerbase.com (لاعب) (الإنجليزية)